# Januarius Kyunosuke Hayasaka
Januarius Kyunosuke Hayasaka (Sendai, 17 de septiembre de 1883 - Sendai, 26 de octubre de 1959) fue el primer obispo católico nacido en Japón. Fue nombrado obispo de Nagasaki por el papa Pío XI quien también lo consagró obispo. Dirigió esta diócesis nipona de 1927 a 1937, año en que fue reasignado del cargo, recibiendo el título honorífico de obispo titular de Philomelium.
Durante su gobierno buscó el afianzamiento de la Iglesia católica en su territorio, a través de la evangelización de los japoneses, con nativos japoneses. Para ello, se interesó por la formación de los jóvenes seminaristas y fundó una congregación religiosa femenina, las Hermanas del Corazón Inmaculado de María de Nagasaki, con el fin de impartir la enseñanza cristiana a los jóvenes, en escuelas y universidades.
Maximiliano Kolbe, en su estancia en Japón, contó con el apoyo del obispo Hayasaka, que le nombró profesor del seminario de Nagasaki.
| Predecesor: Mons. Jean-Claude Combaz, M.E.P. | IV Obispo de Nagasaki 16 de julio de 1927 - 5 de febrero de 1937              | Sucesor: Mons. Paul Aijiro Yamaguchi |
| Predecesor: Mons. Federico Emmanuel, S.D.B.  | IX Obispo titular de Philomelium 5 de febrero de 1937 - 26 de octubre de 1959 | Sucesor: Mons. James John Hogan      |